# Mike Edwards
Mike Edwards (Cincinnati, 18 maggio 1996) è un giocatore di football americano statunitense che milita nel ruolo di safety per i Tennessee Titans della National Football League (NFL).

## Carriera

### Tampa Bay Buccaneers
Edwards fu scelto nel corso del terzo giro (99º assoluto) del Draft NFL 2019 dai Tampa Bay Buccaneers. Debuttò come professionista subentrando nella gara del primo turno contro i San Francisco 49ers facendo registrare un passaggio deviato. La settimana seguente disputò la prima partita come titolare contro i Carolina Panthers. La sua stagione da rookie si chiuse con 45 tackle, un sack e 6 passaggi deviati in 15 presenze, 7 delle quali come titolare.
Nel divisional round dei playoff 2020-2021 Edwards mise a segno un intercetto su Drew Brees nella vittoria in casa dei New Orleans Saints. Il 7 febbraio 2021, contro i Kansas City Chiefs campioni in carica, scese in campo nella vittoria per 31-9, mettendo a segno 4 tackle e conquistando il suo primo titolo.
Nella settimana 2 della stagione 2021 Edwards fece registrare due intercetti su Matt Ryan ritornandoli entrambi in touchdown. Per questa prestazione fu premiato come miglior difensore della NFC della settimana.

### Kansas City Chiefs
Il 20 marzo 2023 Edwards firmò un contratto di un anno con i Kansas City Chiefs. Nell'ultimo turno della stagione segnò l'unico touchdown della partita vinta contro i Los Angeles Chargers quandò recuperò un fumble del quarterback avversario Easton Stick, ritornandolo per 97 yard nella end zone.

## Palmarès

### Franchigia
- Super Bowl : 2

Tampa Bay Buccaneers: LV
Kansas City Chiefs: LVIII
- National Football Conference Championship: 1

Tampa Bay Buccaneers: 2020
- National Football Conference Championship: 1

Kansas City Chiefs: 2023

### Individuale
- ̈Difensore della NFC della settimanaː 1

2ª del 2021